# 혼인 (대한민국 민법)
이 문서는 대한민국 민법의 혼인에 대한 규정을 설명한다. 

## 사실혼
사실혼은 실질적으로는 혼인 생활을 하고 있으면서도 혼인 신고를 하지 않았기 때문에 법률적 혼인으로 인정받지 못하는 부부 관계이다. 사실혼이 성립하기 위해서는 쌍방에 사실상 혼인의 의사가 있고, 공동생활을 하고 있는 것으로 충분하며 혼인식을 거행하거나 증인이 있어야 한다는 등의 특별형식은 필요하지 않다. 그러나 윤리와 사회질서에 반하는 남녀의 결합인 근친혼(近親婚)이나 중혼(重婚)은 사실혼으로서도 인정될 수 없으므로 사실혼이 누릴 수 있는 일부의 법적 보호나마 받을 수 없다. 사실혼도 실질적인 혼인관계이므로 법률상의 혼인에 준해서 다루어야 한다는 것이 학설이나 판례의 공통적인 입장이어서 혼인의 효과의 일부분이 사실혼에도 인정되고 있다.

## 성립
혼인은 모든 가족생활의 기초를 이루며 사회질서 및 국민윤리에 커다란 영향을 미치는 것이므로, 법률은 혼인의 요건을 미리 정해 놓고 이에 적합한 혼인만을 정당한 것으로 성립시켜 법률상의 혼인으로 보호하고 있다.  혼인이 법률상 유효하게 성립하기 위해서는 혼인을 하는 데 장애가 될 일정한 사유가 없는 남녀 사이에 혼인에 대한 합의가 있어야 하며, 아울러 혼인신고를 해야만 한다. 전자를 실질적 성립요건, 후자를 형식적 성립요건이라고 한다. 
실질적 성립요건은 다음과 같다.
1. 당사자 사이에 혼인에 관한 합치가 있을 것.
2. 혼인적령에 이르렀을 것.
3. 당사자가 미성년자나 금치산자인 경우에는 그 부모 등의 동의가 있을 것.
4. 중혼이 아닐 것.
5. 당사자가 서로 직계혈족, 직계인척 및 8촌 이내의 방계혈족의 친족관계에 있지 아니할 것.

이와 같은 실질적 요건이 갖추어져야만 혼인신고가 수리되며, 혼인신고를 하여야만 혼인의 형식적 요건을 갖추게 되어 법률상의 혼인으로 보호받을 수 있게 된다.

## 의사
혼인은 당사자 쌍방이 서로 혼인을 하겠다고 합의를 함으로써 성립되는 것이므로, 혼인의사가 없는 혼인은 무효이다.  혼인의사라는 것은 그 사회에서 일반적으로 부부 관계로 인정되도록 정신적·육체적인 생활공동체를 이룩하려는 의사를 말한다. 따라서 동거하지 않을 것을 조건으로 하거나 일정기간 동안만 혼인생활을 하겠다는 경우, 혼인 이외의 다른 목적을 위한 가장혼인 및 사기혼인·강제혼인 등은 모두가 혼인의사가 없는 경우이므로 무효 또는 취소로 된다.  혼인의사는 이와 같이 법률상 친족관계를 형성하려는 것이므로 의사능력이 필요하다. 따라서 심신 상실상태에 놓여 있는 사람의 혼인의사는 보호받을 수가 없다.   그리고 혼인할 의사는 혼인신고서를 작성할 때와 제출할 때에 모두 있어야 하므로 만약 신고서의 제출 전에 혼인의사를 철회하면 그 신고서가 제출되더라도 무효로 될 뿐이다.

## 적령
남녀간의 결합이 법률상 유효하게 성립하기 위해서는 우선 일정한 연령기준에 도달한 사람들의 결합이어야 한다. 법률에서 요구하는 최저연령을 혼인적령이라고 하는데, 남녀를 불문하고 만18세이다(807조). 이는 조혼의 폐단을 방지하기 위한 것이다.  
일반적으로 연령은 신분등록부상의 연령을 기준으로 하므로 혼인적령도 가족관계등록부에 기재된 연령을 말한다.  
혼인적령에 도달하지 않은 사람의 혼인신고는 수리되지 않는다. 그러나 착오로서 수리된 때에는 당사자와 법정 대리인이 가정법원을 상대로 하여 혼인의 취소를 청구할 수 있다. 적령에 달하지 않은 혼인은 취소할 수 있지만, 적령인 이상 아무리 고령자이거나 남녀사이에 큰 연령차가 있더라도 무방하다.

## 동의가 필요한 혼인
혼인이란 중대사에 속하는 것이므로 판단능력이 부족한 사람들의 경솔한 결정에 맡길 수는 없다. 따라서 생활경험이 풍부한 부모 또는 주위 사람들이 그들의 판단을 도와 보호해 줄 필요가 있으므로, 법률은 미숙한 사람의 판단을 보충하는 방법으로서 동의제도를 두고 있다.  동의를 받아야 할 혼인으로는 먼저 일정연령에 도달하지 않은 경우를 들 수 있다. 
현행 민법에서는 미성년자가 혼인을 할 때에는 부모의 동의를 얻어야 하며 만약 부모 중의 어느 한 쪽이 사망하거나 행방불명이 되어 동의할 수 없을 때에는 다른 일방의 동의를 얻어야 하고, 부모가 모두 동의권을 행사할 수 없는 때에는 미성년 후견인의 동의를 얻어야 한다(808조 1항).
동의가 필요한 혼인으로 민법에 규정되어 있는 또 하나의 예로는 피성년 후견인의 혼인인데, 피성년 후견인이 혼인하려면 부모나 성년 후견인의 동의를 얻어야 한다. 
부모 등의 동의가 없으면 혼인 신고가 수리될 수 없다. 만약 잘못 수리된 때에는 당사자 또는 그 법정대리인이 가정법원에 대해서 취소를 청구할 수 있다.

## 혼인신고
혼인은 가족관계의 등록 등에 관한 법률으로 정하는 바에 따라 신고를 함으로써 성립한다(812조 1항).  혼인신고는 당사자 쌍방과 성년의 증인 두 사람이 연서한 서면으로 하는 것이 원칙인데(812조 2항) 구술로 하여도 무방하다. 혼인신고는 우송하여도 관계없지만 대리인에 의한 신고는 허용되지 않는다. 우송할 경우 신고인이 사망한 후에 도착하더라도 수리되며, 이때에는 신고인이 사망한 때에 신고한 것으로 본다. 외국에 있는 대한민국 국민 사이에 혼인을 할 때에는 직접 신고서를 우송하거나, 그 외국에 주재하는 대사 공사 또는 영사에게 신고할 수 있으며(814조 1항), 그가 거주하는 외국의 법에 따라서도 할 수 있다. 
혼인은 제출된 신고서를 담당 공무원이 수리함으로써 성립한다. 담당 공무원은 법령에 위반하는 신고서를 수리해서는 아니 되지만, 그의 심사권은 형식적 심사권을 가진 데 불과하므로 실질적 내용에 개입하여 그 진위(眞僞)를 조사할 권한은 없다. 일단 신고서가 수리되면 비록 그것이 법령에 위배된다고 할지라도 효력이 발생되며, 다만 무효 또는 취소의  문제가 생길 뿐이다. 이상은 당사자 쌍방이 협력하여서 하는 '임의적 혼인신고'의 방법이다.  그러나 당사자 중의 어느 하나가 신고에 협력하지 않아 신고할 수 없을 때에는 법원의 힘을 빌려서 할 수도 있다. 즉 '사실상 혼인관계 존재확인 청구'를 위한 조정신청은 가정법원에 제출하여 조정이 성립되면, 신청한 사람이 그 조정이 성립한 날로부터 한 달 이내에 혼인신고를 하면 된다. 만약 조정이 성립되지 않아 심판을 청구한 사람이 재판확정일로부터 한달 이내에 재판서의 등본과 확정증명서를 첨부하여 신고하면 된다. 이와 같은 경우의 신고를 '보고적 신고(報告的申告)'라 한다.

## 효력
혼인을 함으로써 남녀는 부부가 되고 서로 배우자가 되어 친족관계를 맺게 된다. 부부가 혼인을 하더라도 본래의 성은 그대로 지닌다(姓不變의 원칙).  
현행법은 남녀의 평등과 상호협력에 의한 부부생활의 수립을 위하여 부부의 동거·부양·협조 의무를 규정하고 있다. 그리고 완전한 부부별산제(夫婦別産制)를 채용하였으며, 일상의 가사에 관해 서로의 대리권(제827조)이 있을 뿐만 아니라 부부의 일방이 일상의 가사에 관하여 제3자와 법률행위를 한 때에는 원칙적으로 다른 일방은 이로 인한 채무에 대하여 연대 책임을 지게(제832조)하고 있다. 또한 미성년자가 혼인을 한 때에는 성년자로 본다(성년의제 제826조의 2). 현행 가족법에서는 부부의 동거장소를 부부의 협의로 정하고 생활비용도 공동으로 부담하도록 정하였다.

## 의무
부부생활은 서로 애정과 인격의 신뢰에 기초한 공동 생활이므로 정신적·육체적 및 경제적인 모든 면에서 협동체를 이룩해야 하기 때문에 서로 “동거·부양·협조”를 의무적으로 하여야 한다(826조 1항).  (1) 부부는 동일한 장소에서 생활을 같이 하여야 한다. 이를 '동거의무'라고 한다. 그러나 동거하지 못할 정당한 사유가 있을 때, 예컨대 부부의 어느 쪽이 징역을 받고 있거나, 전염성 병을 가진 때, 해외에 나가 있는 때에는 물론, 동거할 수 없도록 폭행과 학대를 할 때와 이혼소송을 제기하고 있을 때에도 동거의 의무를 면한다. 동거 장소는 부부의 협의에 따라 정한다(826조 2항).  (2) 부부는 동고동락하면서 공동생활을 유지해야 하는 관계이므로 서로 부양하고 협조할 의무를 가진다. 즉 미성숙한 자녀를 포함하여 그들 공동생활의 존속을 위해서 서로 생활을 보장하고 필요한 일을 분담해야 하는 것이다. 따라서 일반 친족에게 대한 관계와는 달리 자기의 생활을 낮추어서라도 상대방에게 자기와 동등한 생활을 유지시켜 주어야 한다. 민법은 부부생활에 필요한 비용을 특별한 약정이 없는 한 부부공동으로 부담하도록 규정하고 있는데 이는 하나의 기준에 불과하므로, 특별한 약정이 없더라도 남편이 부담해야 한다.  부부의 한 쪽이 정당한 이유 없이 이상과 같은 동거·부양·협조의 의무를 태만히 하는 경우에 그 의무의 이행을 가정법원에 청구할 수 있다. 그러나 부양의무만은 재산적 성질을 띠기 때문에 강제집행이 가능하나 동거·협조의 의무는 그 성질상 강제집행이 곤란하므로 가정법원의 심판이 구속력을 가질 수 없다. 하지만 의무불이행이 악의의 유기에 해당함을 이유로 이혼청구를 할 수는 있다.

## 정조의무
부부는 서로 정조를 지킬 의무가 있다. 민법은 앞서의 동거의무처럼 직접적으로 정조의무를 부과하지는 않았지만(제826조에 언급되지 않음), 민법 제840조의 재판상 이혼 사유로 배우자의 부정(不貞)행위를 들고 있다. 이때의 부정행위란 단순히 혼외정사를 말하는 것이 아닌 성적 순결의무를 말하는 것으로 단순한 간통(성관계) 보다 넓은 의미라 할 수 있다(대법원 1992. 11. 10. 선고 92므68 판결). 한편 2015년 2월 26일, 형법상 간통죄가 위헌으로 판결남으로 인해 기혼자의 부정행위는 더 이상 형사상 책임을 지지 않게 되었으며, 민사 상 손해배상 책임만 지게 되었다. 이때 상간자는 공동 불법행위자로 같이 손해배상 책임을 진다.

## 계약취소권
부부간 계약 취소권(제828조)은 2012년 2월 10일 민법 개정으로 삭제되었다. 아래 내용은 삭제 전 조항에 대한 설명으로 더 이상 유효하지 않다.
(부부 사이에 이루어진 계약은 제3자의 권리를 해치지 않는 한 혼인 중에는 언제라도 취소할 수 있다(828조). 부부 사이의 계약은 애정 또는 압력에 의해 진실하지 않은 경우가 많고, 또한 부부사이의 약속은 소송에 의해 실현시키는 것이 합당하지 못하므로 이러한 제도를 둔 것이다. 그러나 이 제도는 남용되기 쉬운 결점을 지니고 있다. 가령 남편이 처에게 물건을 증여하여 이행을 끝낸 후 이를 취소하고 증여물을 도로 빼앗는 등 횡포를 조장하는 결과를 초래하기 쉽다.  취소될 수 있는 계약의 종류에는 제한이 없으므로 반드시 재산에 관한 것이 아니어도 상관 없으며 대가의 유무와도 관계 없다. 그 취소는 혼인관계가 계속 중일 때에만 할 수 있으며, 특별한 방식은 필요 없다. 계약이 취소되면 계약은 처음부터 성립하지 않았던 것으로 되나, 제3자가 선의이든 악의이든간에 그의 권리를 침해하지 않는 범위 내에서만 소급해서 효력을 갖는다.)

## 재산 계약
혼인을 함으로써 부부간에 생기게 되는 재산관계에 관하여 규율하는 제도를 '부부재산제(夫婦財産濟)'라고 한다. 이는 당사자간의 계약 또는 법률의 규정에 의해 이루어진다. 전자를 '부부재산계약' 후자를 '법정재산제'라고 한다. 민법은 이 두 가지를 모두 인정하고 있다.  혼인을 하여 부부로 되려는 사람들은 혼인신고를 하기 전에 그들이 혼인 중에 가지게 될 재산에 관해 특별한 약정을 할 수 있는데(829조), 이와 같은 약정은 등기를 하여야만 효과를 가진다. 재산에 관한 부부간의 계약은 혼인 신고가 되어 혼인이 완전히 성립한 후에는 변경할 수 없으며, 만약 변경해야 할 정당한 이유가 있는 때에는 가정법원의 허가를 얻어야만 한다. 이 때에도 등기를 하여야만 제3자에게 대항할 수 있음은 물론이다.

## 법정재산제
부부 사이에 재산에 관한 계약이 이루어지지 않거나 또는 이루어졌더라도 불완전한 때에는 법률이 정한 바에 따라서 부부재산 관계를 정하는데 이를 법정재산제라고 한다. 법정재산제에는 부부의 재산을 공유로 하거나 남편의 관리하에 두도록 하는 입장도 있으나, 현행 민법은 처의 지위를 상승시켜 '남편의 재산은 남편에게, 처의 재산은 처에게' 귀속시키는 '부부별산주의(夫婦別産主義)'를 택하고 있다. 
1. 재산의 귀속과 관리 ― 부부의 일방이 혼인 전부터 가지고 있던 재산과 혼인 중에 자기의 명의로 취득한 재산을 특유재산이라고 한다(830조 1항). 이에 대해서는 각자가 이를 소유한다. 민법은 부부의 누구에게 속한 것인지 분명하지 않은 재산을 부부의 공유로 추정한다(830조 2항). 또한 누구의 명의로 되어 있건 모든 재산이 부부가 일단 이혼할 때는 분할청구가 가능하도록 되어 있다.
2. 일상가사 대리권(日常家事代理權)과 일상가사 비용의 연대책임 ― 부부는 생활공동체이므로 일상적인 가사에 관해 서로 대리할 권리가 있다(827조 1항). 그리고 부부의 일방이 일상의 가사에 관해 제3자와 거래를 했을 때에 타방은 미리 제3자에게 책임을 부담하지 않겠다고 거절의 표시를 하지 않은 한 그 거래상 발생된 채무에 대해 연대책임을 져야 한다(832조). 일상의 가사란 식량·의류·연료의 구입이나 자녀의 교육비 등 일반가정에서 혹은 특별히 그 가정에서 보통으로 여기는 일이므로 그 내용은 가정에 따라 다르다. 이는 부부 공동생활에 필수적으로 따르는 것이므로, 사실혼 부부와 자녀의 양육을 맡긴 채 별거하는 부부에게도 인정된다.
3. 혼인생활 비용 ― 민법은 부부의 공동생활에 필요한 비용, 예컨대 부부와 자녀의 생활비·자녀의 교육비·의료비 등에 대해서 부부간에 특별한 약정이 없으면 부부 공동으로 부담하도록 규정하고 있다(833조). 부부가 별거하더라도 부양의무는 없어지지 않으므로 생활비용을 부담해야 한다.

## 무효와 취소
혼인관계는 재산상의 계약관계와는 달라 혼인 전의 상태로 되돌리기가 곤란하므로 법률에 규정된 경우에만 무효 또는 취소로 된다.  
1. 혼인의 무효 ― 당사자 사이에 결혼을 하겠다는 의사의 합치가 없는 때, 그 혼인은 무효이다(815조 1호). 그리고 근친간에 혼인을 한 경우 즉 당사자가 서로 8촌 이내의 친족 사이거나 친족관계에 있었던 때에도 그 혼인은 무효로 된다(815조 2호·3호). 이러한 무효원인이 있으면 비록 혼인 신고가 되어 있더라도 그 혼인은 처음부터 당연무효(當然無效)이므로 재판에 의해 무효판결을 받지 않더라도 혼인의 효과가 없다. 그러나 다툼이 있는 때에는 누구라도 가정법원에 혼인무효 확인의 심판을 청구할 수 있다.
2. 혼인의 취소 ― 혼인의 실질적 요건을 갖추지 않은 때에, 그 혼인을 취소할 수 있다(816조 1호). 그리고 결혼 당시 이미 상대방 쪽에 결혼을 계속할 수 없는 중대한 병을 지니는 등의 사유가 있었는데도 이를 알지 못한 때와 사기 또는 강박에 의해 이루어진 혼인에 대해서도 취소할 수 있다(816조 2호·3호).

그러나 이 모든 경우에 자녀를 포태하거나 자녀가 출생된 때 또는 부적령자가 적령에 이른 경우에는 취소권이 소멸되므로 취소할 수 없다.  혼인의 취소는 일정한 취소권자, 즉 당사자·법정대리인·일정 범위의 친족 및 공익의 대표기관으로서의 검사 등이 가정법원에 조정 또는 심판을 청구함으로써 이루어진다. 혼인이 취소되면 취소되기 이전의 혼인생활에는 영향을 미치지 않고 장래에 향해서만 소멸되므로, 혼인 중에 출생된 자녀는 그 취소 후라도 적출자로서의 신분을 잃지 않는다. 즉 무효혼인에서 출생된 자녀가 혼인 외의 출생자, 즉 비적출자인 것과는 대조적이다. 혼인이 무효로 된 때에는 물론, 취소된 때에도 잘못이 있는 일방은 상대방에게 무효 또는 취소로 인하여 발생한 재산상의 손해와 정신상의 고통에 대해 손해를 배상해야 한다.

## 해소
아무런 결함 없이 완전하게 이루어진 혼인이 그 후 일정한 사유가 발생하여 소멸되는 것을 혼인의 해소라고 한다. 해소되는 원인으로서는 부부의 어느 한 쪽이 사망하거나 실종선고를 받는 경우 또는 이혼하는 경우를 들 수 있다.  배우자가 사망하면 혼인관계는 당연히 소멸하므로, 부부간의 동거·부양 등의 모든 의무가 소멸하고, 부부재산제의 구속도 없어지며, 재혼도 자유롭게 할 수 있다. 그러나 혼인으로 맺어진 관계, 즉 인척관계 등은 당연히 소멸하지는 않고, 부부의 일방의 사망 후 배우자가 재혼함으로써만 없어진다. 부부의 일방이 실종선고를 받은 때에도 사망한 경우와 같이 취급한다. 그러나 타방이 재혼을 한 후에 그 실종선고가 취소된 때는 재혼을 한 부부 쌍방이 선의이어야만 아무런 영향을 받지 않고 그 혼인이 유효하게 된다. 이 밖에 이혼에 의해서도 혼인은 해소된다.